# Atlético Mineiro
Clube Atlético Mineiro – brazylijski klub piłkarski z siedzibą w mieście Belo Horizonte, stolicy stanu Minas Gerais. Występuje w rozgrywkach Campeonato Brasileiro Série A oraz Campeonato Mineiro. Domowe mecze rozgrywa na obiekcie Arena MRV.

## Historia
Klub założony został 25 marca 1908. Atlético Mineiro jest jednym z najsłynniejszych i najszacowniejszych klubów w Brazylii. Swój pierwszy oficjalny mecz klub rozegrał 21 marca 1909 przeciw zespołowi Sport Club Futebol. Drużyna występuje w koszulkach w pionowe czarno-białe paski, czarnych spodenkach i białych getrach.
Klub znany jest powszechnie w Brazylii po przydomkiem Galo ze względu na swoją maskotkę-koguta. Klub został pierwszym oficjalnym mistrzem Brazylii, jednak na swym koncie ma więcej tytułów wicemistrza kraju. Nie będąc mistrzem w najlepszej czwórce Brazylii klub znalazł się aż 17 razy.
Atlético Mineiro znany jest także z tego, że dwukrotnie w mistrzostwach Brazylii 1977 i 1980 spotkała go wielka niesprawiedliwość. W roku 1977 wygrał zdecydowanie ligę, jednak według ówczesnych skomplikowanych reguł musieli stoczyć finałowy mecz z São Paulo FC, które zgromadziło w dotychczasowych meczach o 10 punktów mniej. Ponieważ pomimo dogrywki nie padła żadna bramka, doszło do karnych, przegranych przez Atlético Mineiro 2:3. W ten sposób jedyny niepokonany zespół ligi brazylijskiej nie został mistrzem kraju. W 1980 klub przegrał z Flamengo decydujący mecz o tytuł, lecz kibice protestowali, oskarżając sędziego o stronniczość, szczególnie widoczną gdy najlepszy gracz Atlético – Reinaldo był bezpardonowo faulowany, a sędzia tego nie widział.
W roku 2003 klub zderzył się z poważnymi problemami finansowymi z powodu skandalu korupcyjnego z późnych lat 90 XX w., w który zamieszany był będący w tym czasie prezydentem klubu Paulo Cury. Symbolem tych problemów był park wodny, który klub zaczął budować, a którego nigdy nie ukończył. W sezonie 2005 skończył na 20. miejscu (na 22 drużyny) i spadł do drugiej ligi brazylijskiej (Campeonato Brasileiro Série B).
W 2013 roku klub sportowy wygrał Copa Libertadores.

## Osiągnięcia
międzynarodowe trofea
- Copa Libertadores (1):

(2013)
- Copa CONMEBOL (2):

(1992, 1997)
- Recopa Sudamericana (1):

(2014)
Trofea narodowe
- Mistrzostwo Brazylii – Serie A (2):

(1971, 2021)
- Mistrzostwo stanu Minas Gerais (46):

(1915, 1926, 1927, 1931, 1932, 1936, 1938, 1939, 1941, 1942, 1946, 1947, 1949, 1950, 1952, 1953, 1954, 1955, 1956, 1958, 1960, 1963, 1970, 1976, 1978, 1979, 1980, 1981, 1982, 1983, 1985, 1986, 1988, 1989, 1991, 1995, 1999, 2000, 2007, 2010, 2012, 2013, 2015, 2017, 2020, 2021)

## Kibice
Atlético znane jest w całej Brazylii jako klub mający jednych z najbardziej oddanych kibiców. Noszą oni przydomek Massa Atleticana, lub po prostu Massa, który znany jest w całym kraju z powodu ogromnej popularności klubu w stanie Minas Gerais. Massa oznacza masy ludzi niższych klas. W stanie Minas Gerais Atlético jest klubem najpopularniejszym, nawet pomimo faktu, że od lat 90 XX w. znacznie wzrosła liczba zwolenników lokalnego rywala klubu – Cruzeiro EC.
Atlético zwykle ma największą widownię w kraju. Od kiedy rozpoczęły się oficjalne rozgrywki o mistrzostwo Brazylii klub ten był pierwszym, który przyciągnął na swe mecze łącznie ponad 10 milionów widzów. Od roku 1971 mecze z udziałem Atlético obejrzało 11 743 767 widzów. Klub zajmuje trzecie miejsce w Brazylii pod względem wielkości średniej liczby widzów z lat 1972–2005, a wynoszącej 23521 widzów na mecz. Lepsze pod tym względem w Brazylii są jedynie CR Flamengo (25898) i EC Bahia (24218).

## Derby
Za mecze derbowe Atlético uważa się potyczki z dwoma klubami: América Mineiro oraz z Cruzeiro EC. Aż do lat 50. i wczesnych lat 60. XX w. największymi derbami w stanie Minas Gerais były pojedynki między zespołami Atlético i América, ale począwszy od lat 60. to mecze Atlético i Cruzeiro cieszą się większą renomą.

## Aktualny skład
Stan na 1 października 2024.
| Nr | Poz. | Piłkarz                   |
| -- | ---- | ------------------------- |
| 1  | BR   | Gabriel Delfim            |
| 2  | OB   | Lyanco                    |
| 3  | OB   | Bruno Fuchs               |
| 4  | OB   | Mauricio Lemos            |
| 5  | PO   | Otávio                    |
| 6  | PO   | Gustavo Scarpa            |
| 7  | NA   | Hulk                      |
| 8  | OB   | Júnior Alonso             |
| 9  | NA   | Deyverson                 |
| 10 | NA   | Paulinho                  |
| 11 | NA   | Eduardo Vargas            |
| 13 | OB   | Guilherme Arana (kapitan) |
| 14 | NA   | Alan Kardec               |
| 15 | PO   | Matías Zaracho            |
| 16 | OB   | Igor Rabello              |
| 17 | PO   | Igor Gomes                |
| 18 | PO   | Fausto Vera               |
| 20 | PO   | Bernard                   |

| Nr | Poz. | Piłkarz           |
| -- | ---- | ----------------- |
| 21 | PO   | Rodrigo Battaglia |
| 22 | BR   | Everson           |
| 23 | PO   | Alan Franco       |
| 25 | OB   | Mariano           |
| 26 | OB   | Renzo Saravia     |
| 27 | PO   | Paulo Vitor       |
| 30 | NA   | Brahian Palacios  |
| 31 | BR   | Matheus Mendes    |
| 32 | BR   | Gabriel Átila     |
| 33 | PO   | Robert Conceição  |
| 40 | PO   | Vitinho           |
| 41 | NA   | Isaac             |
| 42 | NA   | Cadu              |
| 44 | OB   | Rubens            |
| 45 | NA   | Alisson           |
| 47 | OB   | Rômulo            |
| 50 | OB   | Vitor Gabriel     |